# Vincent Vargas
Pour les articles homonymes, voir Vargas.
Vincent Vargas, né le 16 mars 1979, est un mathématicien français, professeur associé à l'université de Genève.

## Biographie
Vincent Vargas est un ancien élève de l'École normale supérieure. Il soutient sa thèse, dirigée par Francis Comets et intitulée Polymères dirigés en milieu aléatoire et champs multifractaux, à l'université Paris 7 en 2006. Il devient ensuite chercheur au CNRS, puis professeur associé à l'université de Genève depuis septembre 2021.

## Recherche
Vincent Vargas  est probabiliste. Ses thématiques de recherche s'articulent autour de la théorie des champs de Liouville, du chaos multiplicatif gaussien et de l'approche probabiliste de la théorie quantique des champs. Dans une longue série de travaux (dont certains avec François David), Antti Kupiainen, Rémi Rhodes et Vincent Vargas ont développé de nombreux aspects de la théorie du chaos multiplicatif gaussien et les ont utilisés pour aboutir à une approche probabiliste concrète de la théorie quantique des champs de Liouville qui consiste à définir, sur une surface de Riemann donnée, une métrique aléatoire très irrégulière, mais naturelle du point de vue de la physique théorique.
L'un des travaux de Vargas et de ses coauteurs est la preuve rigoureuse de la formule DOZZ (abréviation de Dorn-Otto-Zamolodchikov-Zamolodchikov).
D'autres thèmes qu'il développe sont les polymères dirigés, la turbulence, la modélisation et la prévision de la volatilité.

## Prix et distinctions
En 2019, Vincent Vargas reçoit avec Rémi Rhodes le prix Marc-Yor de l'Académie des sciences pour ses travaux sur le chaos multiplicatif et la gravité quantique de Liouville. En 2016, il est lauréat, à nouveau avec Rémi Rhodes, du prix Bernoulli,. En 2022, il reçoit, avec Antti Kupiainen et Rémi Rhodes, le prix George-Pólya en mathématiques de la SIAM. Leurs travaux sont mis en perspective dans un article du Quanta Magazine.

## Publications (sélection)
- (en) Rémi Rhodes et Vincent Vargas, « Gaussian multiplicative chaos and applications: a review », Probability Surveys, vol. 11,‎ 2014, p. 315-392 (DOI http://dx.doi.org/10.1214/13-PS218 , zbMATH 1316.60073).
- (en) Antti Kupiainen, Rémi Rhodes et Vincent Vargas, « Integrability of Liouville theory: proof of the DOZZ formula », Annals of Mathematics, vol. 191, no 1,‎ janvier 2020, p. 81–166 (DOI 10.4007/annals.2020.191.1.2, arXiv 1707.08785).